# Stanisław Gomułka
Stanisław Gomułka (ur. 10 września 1940 w Krężołach) – polski ekonomista i fizyk, doktor nauk ekonomicznych, w 2008 podsekretarz stanu w Ministerstwie Finansów.

## Życiorys
Na Uniwersytecie Warszawskim uzyskał tytuł zawodowy magistra z zakresu fizyki oraz stopień doktora nauk ekonomicznych. W latach 1970–2005 pracował w Katedrze Ekonomii w London School of Economics. Był wykładowcą i badaczem w różnych instytucjach akademickich, w tym na Uniwersytecie Columbia, Uniwersytecie Harvarda, University of Pennsylvania oraz Stanford University w USA, holenderskim Institute for Advanced Studies i Central European University na Węgrzech. W pracy naukowej zajął się zagadnieniami z zakresu wzrostu gospodarczego, makroekonomii i porównawczych systemów ekonomicznych.
W latach 80. był konsultantem Międzynarodowego Funduszu Walutowego, OECD i Komisji Europejskiej. W 1989 został doradcą polskiego rządu i członkiem zespołu, który zaprojektował polskie programy reform w czasie przełomowej fazy transformacji (tzw. plan Balcerowicza). W latach 1989–1995 i 1998–2002 pracował jako doradca polskiego Ministerstwa Finansów, w okresie 1995–1998 był doradcą Prezesa Narodowego Banku Polskiego. W latach 1989–1995 był także oficjalnym polskim negocjatorem z MFW w sprawie wszystkich programów makroekonomicznych, a w latach 1990–1992 negocjował z Klubem Paryskim i Klubem Londyńskim plan redukcji polskiego długu. Pod koniec 1991 doradzał także Jegorowi Gajdarowi i jego zespołowi w sprawie reform w Rosji. Od 2002 do 2007 był głównym ekonomistą PZU. Członek Polskiego Towarzystwa Naukowego na Obczyźnie oraz członek korespondent Polskiej Akademii Nauk.
Od 3 stycznia 2008 do 18 kwietnia 2008 pełnił funkcję podsekretarza stanu w Ministerstwie Finansów. W maju 2008 został powołany na głównego ekonomistę Business Centre Club. W 2010 prezydent RP Lech Kaczyński powołał go na członka Narodowej Rady Rozwoju. Także w październiku 2015 został członkiem tego nowo utworzonego gremium.

## Odznaczenia
- Krzyż Oficerski Orderu Odrodzenia Polski (2014)[5][6]
- Odznaka Honorowa Województwa Świętokrzyskiego (2023)[7].

## Publikacje
- Budget deficit and inflation in transition economies, Warszawa 1994
- Comparative notes on pension developments and reforms in the Czech Republic, Hungary, Poland and Romania, Warszawa 1999
- The financial situation of Polish enterprises 1992–93 and its impact on monetary and fiscal policies, Warszawa 1993
- The IMF-supported programs of Poland and Russia, 1990–1994. Principles, errors and results, Warszawa 1995
- Implicit public debt of the Polish social security system, Warszawa 1998
- Inventive activity, diffusion, and the stages of economic growth, Aarhus 1971
- Lessons from economic transformation and the road forward, Warszawa 1994
- Managing capital flows in Poland, 1995–1998, Warszawa 1998
- Modele i polityka makroekonomiczna (współautor), Warszawa 2002
- Output. Causes of the decline and the recovery, Warszawa 1998
- Economic transformation in Central Europe. A progress report, Londyn 1993
- The Polish model of transformation and growth = Polski model przekształceń i wzrostu gospodarczego, Poznań 1998
- The Puzzles of fairly fast growth and rapid collapse under socialism, Warszawa 1994
- Sytuacja gospodarcza Polski w drugiej połowie lat 70., Szczecin 1980
- Teoria innowacji i wzrostu gospodarczego, Warszawa 1998[8]